# Michiel Herkemij
Michiel Herkemij Westerman, geboren in 1964, behaalde in 1986 zijn master internationaal ondernemingsrecht aan de universiteit van Amsterdam. Na het voltooien van zijn masters diende hij als luitenant bij de Koninklijke Marine.
Na zijn diensttijd begon hij te werken in de financiële sector bij zowel de ABN Amro en Rabobank. Hierop volgde marketing en commerciële functies bij British American Tobacco in Groot-Brittannië, Spanje en de Benelux. Hij maakte de overstap naar de zuivelsector en werd Managing Director bij FrieslandCampina (zuivel en dranken) in Nigeria en China. Hij vervolgde zijn werkpad in de consumentenproductensector door de overstap naar bierbrouwer Heineken. Zijn eerste functie was van bestuursvoorzitter (CEO) bij Nigerian Breweries Plc en later in dezelfde functie bij Cuauthémoc Moctezuma in Mexico.
In 2011 trad hij in dienst bij Sara Lee als Executive Vice President en CEO van de koffie- en theedivisie. Dit duurde tot eind december 2012. Jan Bennink nam de verantwoordelijkheden van de CEO van D.E. Master Blenders 1753 tijdelijk over. Er was geen verschil van inzicht over de nieuwe strategie van het bedrijf, maar wel over de snelheid waarmee deze nieuwe strategie geïmplementeerd zou moeten worden. Herkemij kwam in aanmerking voor een ontslagvergoeding van maximaal € 2,25 miljoen, zo valt af te leiden uit zijn arbeidsovereenkomst die is gedeponeerd bij de Amerikaanse Securities and Exchange Commission.
Herkemij werd 15 januari 2014 de nieuwe topman van Vion Food Group. Hij werd benoemd in de functie van bestuursvoorzitter en voorzitter van de Raad van Bestuur. Hij zette voor VION een nieuwe strategische koers uit, bouwde verder aan de nieuwe foodstructuur en de kwaliteit van VION en haar producten. Herkemij bewerkstelligde volledige transparantie in de Vleessector en zorgde ervoor dat VION als eerste slachtbedrijf alle keuringsrapporten op internet publiceerde. Op 22 januari 2015 werd bekend dat Herkemij vertrekt bij VION. Nadat ingrijpende veranderingen werden doorgevoerd werd het naar eigen zeggen tijd voor "een ander leiderschap in de onderneming".
Herkemij legde zich vervolgens toe op bedrijfsveranderingen en leidde van 2015 tot medio 2018 de reorganisatie voor  Carlsberg in Europa.
Herkemij fungeert als toezichthouder in verschillende Raden van Commissarissen / Advies voor verschillende bedrijven, zoals: Jack Links Corp . BrewDog Plc en United Dutch Brewers B.V.. 